# Vlag van Schilde
De vlag van Schilde werd door de gemeenteraad op 30 oktober 1980 officieel vastgesteld als de gemeentelijke vlag van de Antwerpse gemeente Schilde. Op 16 september 1981 werd hij door het koninklijk besluit bevestigd en uiteindelijk gepubliceerd op 6 oktober 1981 en opnieuw op 4 januari 1995 in het officiële Belgisch Staatsblad.
Officieel wordt de vlag beschreven als:
Gevierendeeld van zwart, van geel, van wit en van rood.
De kleuren van de vlag zijn afkomstig op het gemeentewapen.

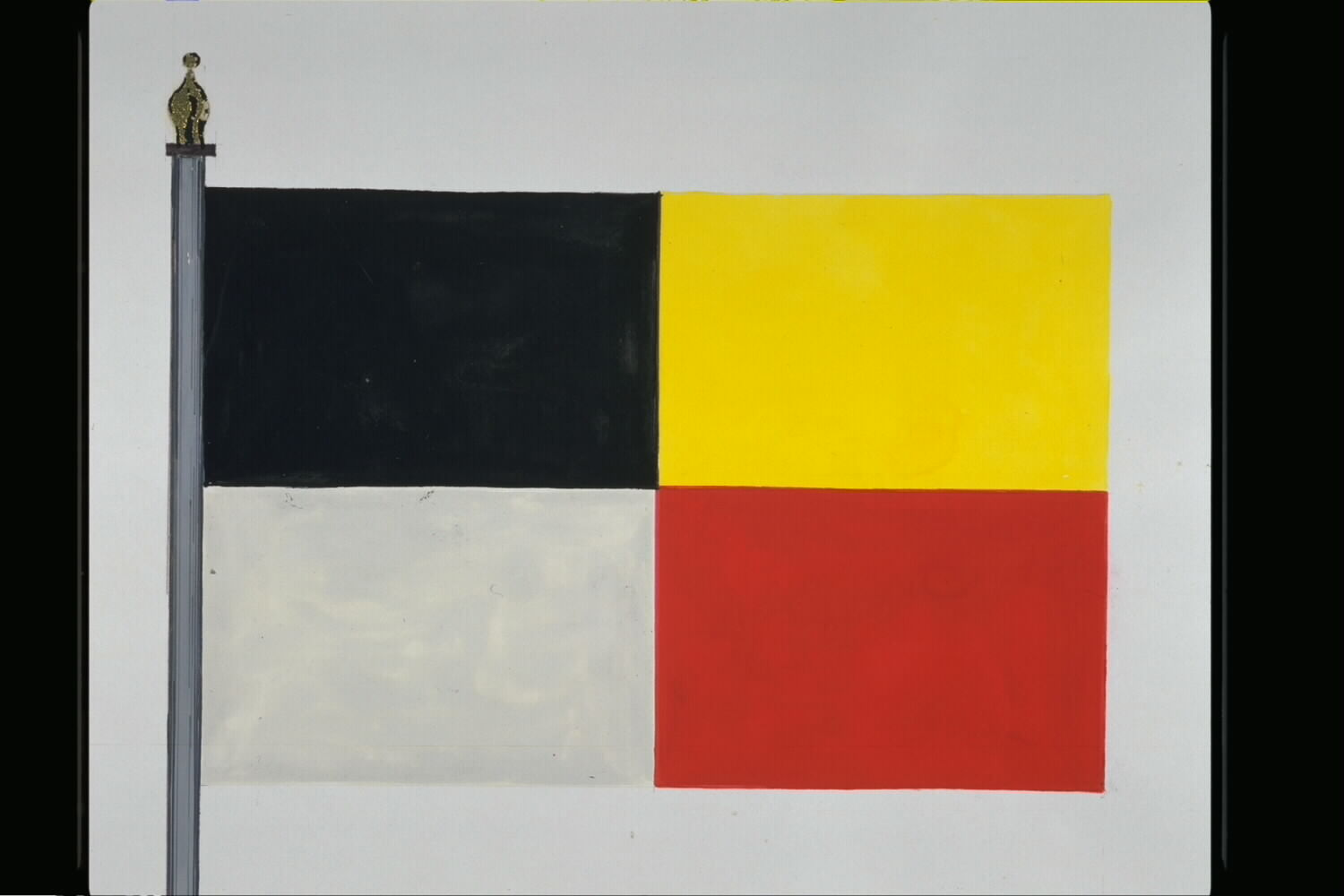
Officiële tekening van de vlag